# Diachrysia bieti
Diachrysia bieti là một loài bướm đêm trong họ Noctuidae.